# Święty Józef z Dzieciątkiem Jezus
Święty Józef z Dzieciątkiem Jezus – obraz olejny hiszpańskiego malarza pochodzenia greckiego Dominikosa Theotokopulosa, znanego jako El Greco.
W 1597 roku El Greco otrzymał zlecenie na wykonanie kilku obrazów dla nowo wybudowanej kaplicy w Toledo, poświęconej św. Józefowi. Zleceniodawcą był profesor teologii na uniwersytecie w Toledo Martin Ramirez. 9 września artysta podpisał kontrakt na wykonanie trzech ołtarzy do dnia sierpniowego święta Matki Boskiej. Umowa bardzo szczegółowo określała zakres zlecenia: obraz do głównego ołtarza miał przedstawiać św. Józefa, nad nim miała znajdować się scena Ukoronowania Marii, a po jej bokach wizerunki dwóch innych świętych. Dodatkowo El Greco miał wykonać z rzeźbionego drewna ramy, pokryte złoceniami.

## Opis obrazu
Przedstawiona postać Józefa zdecydowanie odbiegała od dotychczasowego sposobu przedstawiania świętego. W malarstwie włoskim przedstawiany był jako stary człowiek z ludu, rzemieślnik pracujący w pocie czoła w swoim warsztacie. El Greco ukazuje świętego jako olbrzyma, nieco wychudzonego z laską trzymaną w kościstej dłoni. Sylwetka jest wyjątkowo wydłużona, również jego głowa ma nienaturalnie podłużny kształt. Szata ułożona jest spiralnie wokół ciała, tworząc złudzenie wysokiej kolumny. Głowa na tak wysokiej sylwetce jest przechylona w bok, a smutny wzrok skierowany jest ku ziemi. U jego boku w czerwonej szacie stoi mały Jezus. I on przedstawiony został nie tradycyjnie jako niemowlę, ale jako już duży chłopiec. Dziecko tuli się do Józefa i wyciąga ku niemu rączki. Święty również odpowiada podobnym gestem, obejmuje go wielką dłonią, ale z pewną rezerwą i delikatnością, jakby nie chcąc go dotknąć.
Nad głowami Józefa i małego Jezusa odbywa się taniec uradowanych aniołów. Latają, fruwają i jednocześnie rzucają wieńce i kwiaty w stronę Józefa. Święty stąpa po ziemi, która tworzy bardzo niski horyzont, potęgując wielkość postaci i na której widać znajomy malarzowi widok miasta Toledo. Jest to jeden z pierwszych widoków miasta, w którym El Greco spędził całe życie. Ukochane miasto zostało przez niego ukazane w sposób wyrywkowy, przedstawia jedynie te budynki które są mu bliskie: most Alcantaryjski, Alcazar, katedrę, zamek San Servando. Artysta jako jeden z pierwszych stosował z zamiłowaniem pejzaż miasta, któremu podporządkowywał kompozycję obrazu.